# Ostrov (oblast de Moscou)
Pour les articles homonymes, voir Ostrov (homonymie).
Le village d'Ostrov (en russe : Остров) est situé dans le raïon de Lénine (Leninski raion) dans l'oblast de Moscou en Russie. Le nom du village est mentionné dans les chroniques depuis 1326. En 2010, sa population est de 463 habitants.

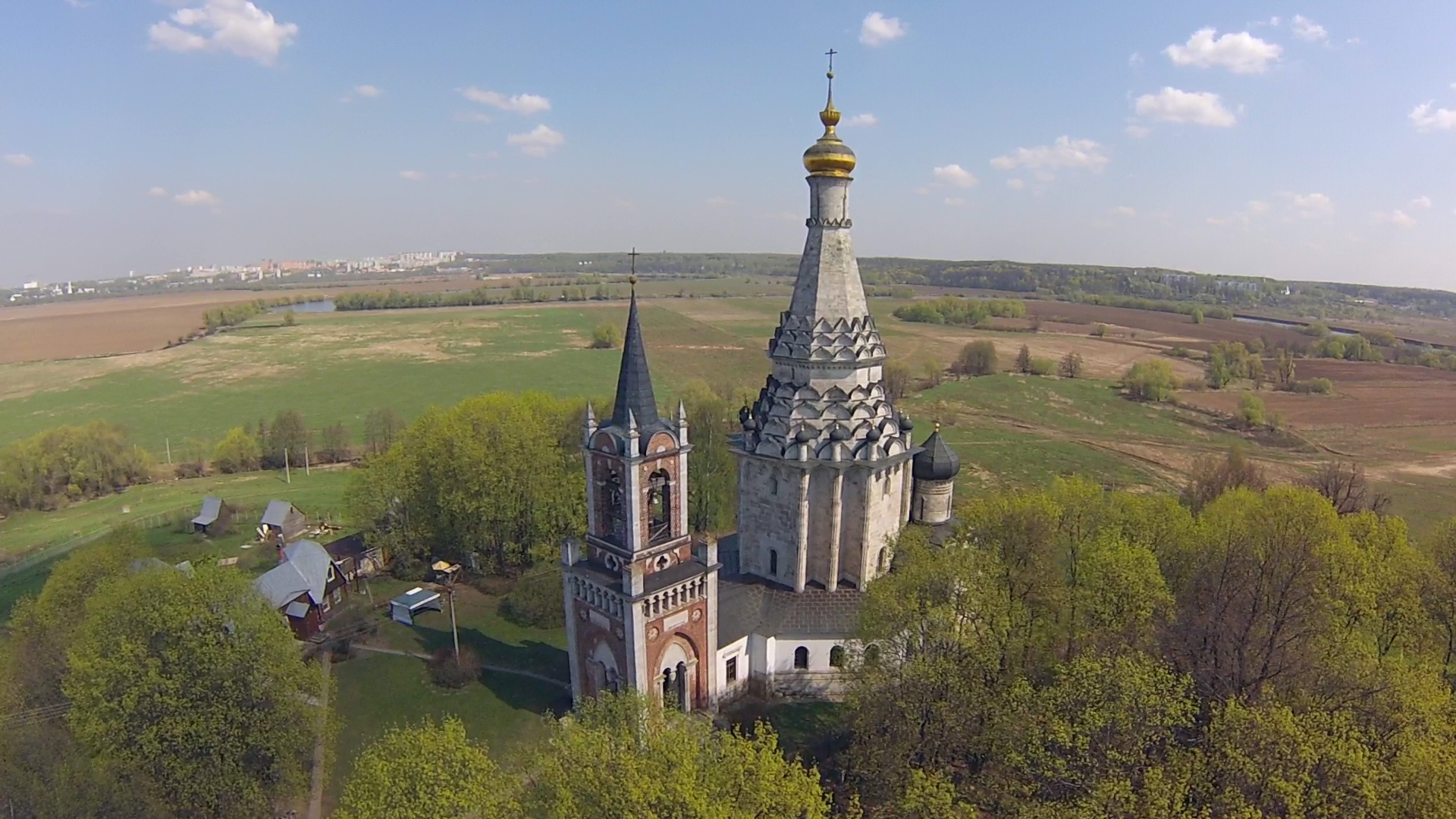
L'église.

L'église de la Transfiguration à Ostrov, qui fait partie de l'héritage culturel protégé de la Russie, se trouve dans ce village. Elle date du début du XVIIe siècle.

## Référence
- (ru) Cet article est partiellement ou en totalité issu de l’article de Wikipédia en russe intitulé « Остров (Ленинский район) » (voir la liste des auteurs).